# Pallavolo Concorezzo
La Pallavolo Concorezzo è una società pallavolistica femminile italiana con sede a Concorezzo: milita nel campionato di Serie A2.

## Storia
La Pallavolo Concorezzo nasce nel 1968, nell'ambito dell'Oratorio San Luigi della cittadina brianzola.
Nella stagione 2020-21 il club debutta nei campionati nazionali, venendo ammessa alla Serie B2 grazie all'acquisizione del titolo dall'Amatori Orago. Nella stagione successiva termina il campionato al 1º posto in classifica ed ottiene la promozione in Serie B1.
Dopo un'annata che la vede ottenere la salvezza solo nei play-out, nel campionato 2023-24 ottiene il primo posto sia in regular season sia nei successivi play-off ed ottiene la promozione in Serie A2: la prima partecipazione al campionato cadetto termina con l'immediata retrocessione, ma lo scambio di titoli con la rinunciataria Lecco Picco le consente di iscriversi nuovamente in Serie A2.

## Rosa 2024-2025
| N° | Nome               | Ruolo | Data di nascita  | Nazionalità sportiva |
| -- | ------------------ | ----- | ---------------- | -------------------- |
| 2  | Martina Piazza     | C     | 23 ottobre 1994  | Italia               |
| 3  | Sofia Alberti      | P     | 30 gennaio 2003  | Italia               |
| 4  | Alice Rosina       | S     | 9 luglio 2005    | Italia               |
| 5  | Federica Ghezzi    | L     | 4 luglio 2000    | Italia               |
| 6  | Veronica Allasia   | P     | 21 giugno 2000   | Italia               |
| 7  | Matilde Frigerio   | C     | 3 febbraio 2002  | Italia               |
| 8  | Camilla Bianchi    | C     | 2 agosto 2006    | Italia               |
| 9  | Greta Pegoraro     | C     | 19 ottobre 2002  | Italia               |
| 10 | Maria Tsitsigiannī | S     | 20 novembre 2000 | Grecia               |
| 11 | Júlia Kavalenka    | O     | 2 marzo 1999     | Portogallo           |
| 12 | Simona Marini      | P     | 28 ottobre 1996  | Italia               |
| 13 | Giulia Bianchi     | S     | 2 agosto 2006    | Italia               |
| 14 | Annalisa Brutti    | O     | 25 marzo 1996    | Italia               |
| 15 | Sveva Tonello      | S     | 15 aprile 2002   | Italia               |
| 17 | Anna Rocca         | L     | 17 giugno 2002   | Italia               |